# Anabel Conde
Ana Isabel Conde Sánchez (Fuengirola, Málaga, 6 de junio de 1975), conocida como Anabel Conde, es una cantante española, especialmente popular por clasificarse en segunda posición en el  Festival de la Canción de Eurovisión 1995 en Dublín.

## Biografía
Con 19 años y sin gran experiencia musical previa fue elegida por TVE para representar a España en el Festival de la Canción de Eurovisión de 1995, celebrado el 13 de mayo en el Point Theatre de Dublín. Para ello José María Purón escribió la canción "Vuelve conmigo", que Anabel Conde llevó al segundo lugar de la clasificación con 119 puntos. Su actuación es recordada por los eurofans como uno de los mejores directos de la Historia del festival. Su actuación fue seleccionada por la UER con motivo del 50 aniversario del festival en 2005.
Tras su éxito en el Festival de Eurovisión, Anabel se quedó sin contrato discográfico con la casa Jercar ya que ésta quebró, lo que obligó a Anabel a aparcar su carrera. Aun así se llegó a publicar y comercializar ese mismo año su disco titulado Anabel Conde. En Fuengirola sus vecinos le dedicaron una plaza. Tras ello, estudió música en Londres acompañada de esporádicas apariciones en televisión casi siempre relacionadas con su paso por el festival.
En el año 2000 participó en Eurocanción para intentar representar nuevamente a España en Eurovisión junto con David Domínguez, quedando cuarta en esta preselección con la canción "Ni colores, ni fronteras". Anabel y David formaron aquel mismo año el dúo Dabel, publicando un disco llamado Dos lunas, pero de un estilo totalmente distinto y cosechando un éxito prácticamente nulo.
Volvió a Eurovisión como corista de la delegación andorrana en 2005, con la canción "La Mirada Interior" interpretada por Marian van de Wal.
En 2005 intentó representar a España con la canción "Incéndiame", que no fue elegida, y en 2006 a Polonia con la canción "Sappho", llegando a colocarse con esta última como reserva para la final polaca. Envió esa misma canción a dúo con su hermana Cristina Conde a TVE, en castellano, pero tampoco fue elegida. Grabó entonces una maqueta con la esperanza de convertirla en disco pero fue rechazada por las casas discográficas. En 2007 Anabel Conde participó en el programa de TVE Identity como uno de los 15 personajes a reconocer. El hecho que se le adjudicó fue "Representante española en Eurovisión", y terminó siendo reconocida por el concursante.
Así mismo, en 2009 actuó en el programa de TVE Los mejores años de nuestra vida presentado por Carlos Sobera.
En 2010, Anabel volvió a intentar representar a España en el festival y consiguió llegar a la final televisada en la 1 de TVE con el tema "Sin Miedos", después de haber conseguido quedar entre los 10 candidatos más votados en Internet. Sin embargo, en la gala fue elegido Daniel Diges. Ese mismo año actuó en la fiesta del Orgullo Gay de Madrid, actuando nuevamente en 2018 en Plaza de España.
En septiembre de 2011 inició una campaña de micromecenazgo en Verkami junto con Daniel Aragay con la que consiguió la financiación para su nuevo disco, titulado Toda una mujer y publicado en marzo de 2014.
En 2015 actuó representando a España en el Festival del Báltico, celebrado en Suecia, con los temas "It´s for you" y "Paraíso". En diciembre de 2015 anunció su nuevo tema "Ven y sálvame", de autor español aunque producido en Londres y lanzado por el sello SYCD Music. Posteriormente comenzó un proyecto con Serafín Zubiri y Cristina Conde, FestiBand Eurovisión, acompañados de orquestas sinfónicas, que fue cancelado debido a la Pandemia de Covid 19 tras algunas actuaciones aunque un año después volvió a desarrollarse y actuar en algunas localidades por España. También apareció en el corto de Netflix del festival de 2019. 
Actualmente Anabel es profesora de música. Debido al hecho de haber conseguido la mejor posición de España en Eurovisión en los últimos 25 años, es común su aparición en medios de comunicación y eventos relacionados con el festival.

## Discografía

### Álbumes
- 1995: Anabel Conde
- 2000: Dos Lunas
- 2014: Toda una mujer

### Sencillos
- 1995: Vuelve Conmigo
- 1995: Si no fueras
- 2000: Ni colores ni fronteras
- 2010: Sin miedos
- 2014: Paraíso
- 2015: Ven y sálvame
- 2016: My game is over